# Messiaskapellet

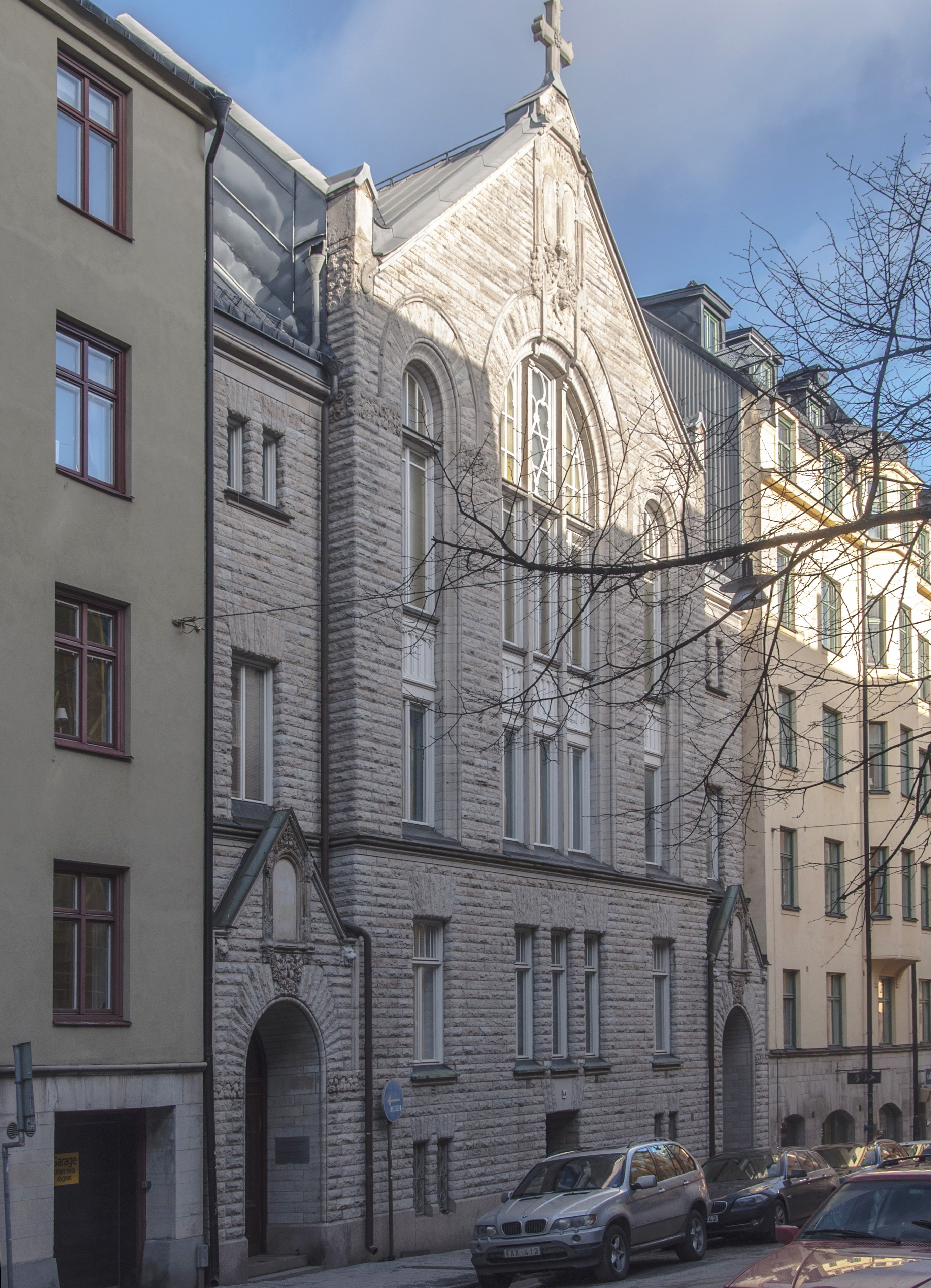
Messiaskapellet 2014.

Messiaskapellet var en kyrkobyggnad på Idungatan 4 i Vasastan i Stockholm. 
Byggnaden i kvarteret Odin uppfördes 1906–1907 av Föreningen för Israelsmission, en förening som verkade för att omvända judar till kristendomen. Kyrkan ligger insprängd i ett homogent bostadskvarter och har en fasad av kyrkokaraktär i råhuggen grå kalksten, försedd med rundbågiga höga kyrkfönster och skulpterat ornament, som krönt av ett kors. Kyrkan liksom grannhusen ritades av arkitektduon Dorph & Höög. Kyrksalen som rymde 400 platser inklusive sidoläktare och ligger på plan tre. I en halvcirkelformad absid finns en landskapsmålning av Gottfrid Kallstenius.
Kyrkan invigdes den 8 december 1907 och var Israelsmissionens centrum.
Huset ägs numera av Stiftelsen Grekiska Kulturhuset, och används som en inkubator för kulturföreningar med anknytning till grekisk kultur.
Byggnaden är blåklassad av Stockholms stadsmuseum vilket innebär att det kulturhistoriska värdet anses motsvara fordringarna för byggnadsminne.